# 에이조쿠
에이조쿠(Aeizoku, 본명: 박장윤, 1983년 1월 30일 ~ )는 대한민국의 힙합 프로듀서이다. 이름은 즐겨보던 일본 드라마 《케이조쿠》에서 왔다. Blind Alley, Hi-Lite Records를 거쳐 현재 레이블은 무소속이며 소속 크루는 개화산, SALON 01 등이 있으나 두 크루 다 현재 활동이 거의 없다시피 한만큼 크루 역시 없는 것이나 마찬가지로 활동하고 있다.

## 바이오그래피
중학교 2학년 때까지만 해도 플루트 주자였던 그는, 이후로 점점 언타이틀, 듀스 등의 음악을 들으면서 힙합에 빠져들었다. 첫 데뷔는 고등학교 1학년 시절이었고, 그즈음 해서 다음 힙합 카페인 "힙합모지리"의 멤버이자 운영진으로 활동하였으며, 여기서 사람들을 모집하여 2000년에 개화산 크루를 조직하였다. 그러나 개화산의 앨범 계획은 무산되었고, 대신 B-Shop, Esco와 함께 A.C.T.라는 팀을 결성하여 활동하였다.
그가 다시 이름을 알린 것은 Rama의 "전형적인" 앨범에서였다. 여기서 멈추지 않고 그는 개화산의 멤버 Paloalto, GLV 등에게 자신의 비트를 제공하였으며, 개화산 컴필레이션 "정당한 선택" 및 "전형적인"의 리믹스 앨범인 전격적인의 전곡을 프로듀싱하기도 하였다. 이때즈음 그는 Rama의 레이블 STG와 계약을 맺었다. 또 "스트릿 태권V 에피소드 1"이라는 독특한 구성의 곡을 발표하여 주목을 받기도 하였다.
레이블로써의 STG가 사라지면서 그는 당시 STG의 산하 레이블이었던 Nodo의 Blind Alley Records로 옮겼고, 여기서 Nodo의 앨범에 Aeizok이라고 이름을 바꾸고 랩으로도 참여하기도 했다. 그리고 2008년, JA와 함께 합동 앨범 "Double Feature"를 발표하였다. 또 이것을 계기로 JA 등과 함께 힙합 크루 SALON 01에 가입하였다.
2009년 1월 《개화기이후》라는 제목으로 앨범을 작업 중이라고 밝혔으나 이후로 아무 소식이 없다. 이후 Aeizoku는 Blind Alley에서 Hi-Lite Records로 거취를 옮겼으며, 여기서 음악 작업과 함께 아트워크 작업을 맡아 진행하였다. 2010년 6월에는 Paloalto가 Aeizoku와의 프로젝트 앨범을 작업 중임을 알려왔다.  이 프로젝트 앨범은 Aeizoku가 할 일이 많아서 제대로 진행되고 있지는 않으나 2011년 상반기에 나올 예정이며, B-Free가 합류할 수도 있다고 밝혔다. 실제로 Aeizoku는 음악 작업과 아트워크 외에도 B-Free의 I'm Free 등의 여러 뮤직비디오를 작업하는 등 음악 프로듀서보다는 영상 및 아트워크 관련 작업으로 바쁜 나날을 보냈다.
2011년 12월 Aeizoku는 Huckleberry P의 Man in Black 뮤직비디오를 제작하여 발표하였으며, 이 뮤직비디오를 끝으로 당분간 뮤비 감독은 쉴 것이고, 대신 음악과 아트워크에 집중하겠다고 밝혔다. 아쉽게도 이후로도 그의 새로운 음악은 Okasian 앨범에 참여한 것 외에는 들어보기 힘들었으며, 대신 2013년 7월, Vasco의 GREY 뮤직비디오를 감독하면서 다시 한 번 뮤비 감독으로써 돌아왔다. 이후 8월에는 양갱의 싱글에 참여하였는데, 싱글 보도자료에서 "전 하이라이트 소속 프로듀서"로 소개되어 어느 시점엔가 Hi-Lite Records와 결별했음을 간접적으로 알렸다.
대표곡: 〈스트릿 태권V 에피소드 1〉, L.W.T.

## 디스코그래피
- 2008년 1월 29일 Double Feature (with JA)
- 2008년 8월 15일 Double Feature: Director's Cut (with JA)

## 다른 이름
보통 한두 개의 다른 이름을 가지고 활동하는 힙합 뮤지션과 달리 그는 수십 개의 다른 이름을 가지고 있다고 하며, 대부분은 공개가 안 된 상태이다. 그중에는 adlib, a.k.a. 철이, 왼쪽눈, 경량, Dom Dom Expo 등의 이름이 있으며, GLV 싱글에 표기된 왼쪽눈을 제외하고는 모두 온라인 상에서만 공개되었다. 2006년 12월 NODO의 앨범에 랩으로 참여를 하였을 때 잠시 u를 빼고 Aeizok이라는 이름을 쓰기도 하였다.

## 랩 활동
그는 슬램 시인으로도 활동한 바 있다. 실제로 그의 가사는 매우 수준이 높으며, Paloalto도 개인적으로 배울 것이 많다고 인터넷 라디오 방송에서 밝힌 바가 있다. 그의 가사 중 "단 한 번의 기회를 위해", "성냥을 부딪혀"는 개화산 공식 홈페이지에 공개된 적이 있었다. 또한, Nodo의 앨범 Spotlight is Mine의 수록곡 Blind Alley란 곡의 랩에 참여한 바 있다.